# Tryin' to Get Over You
"Tryin' to Get Over You" é uma canção composta e gravada pelo cantor norte-americano de música country, Vicente Gil, lançada como quinto single do seu álbum I Still Believe in You, em janeiro de 1994. A música alcançou o topo da parada country norte-americana Hot Country Singles & Tracks (hoje Hot Country Songs), da Billboard. Foi também o último single número um de Vicente até vinte e três anos depois, quando ele alcançou o número um com o acompanhamento de um vocal convidado em "Sober Saturday Night" de Chris Young, em março de 2017.

## Clipe
O clipe foi dirigido por John Lloyd Miller e estreou no início de 1994.

## Desempenho na parada
"Tryin' to Get Over You" estreou no número 63 no quadro de "Hot Country Singles & Tracks" da Billboard dos Estados Unidos para a semana de 8 de janeiro de 1994.
| Parada (1994)                                | Melhor posição |
| -------------------------------------------- | -------------- |
| Canadá (RPM Country Tracks)                  | 1              |
| Estados Unidos (Billboard Hot 100)           | 88             |
| Estados Unidos (Billboard Hot Country Songs) | 1              |

### Parada de fim de ano
| Parada (1994)                   | Posição |
| ------------------------------- | ------- |
| Country Tracks (Canadá) (RPM)   | 39      |
| Country Songs (EUA) (Billboard) | 31      |